# 영한사전
영한사전(英韓辭典)은 영어를 한국어로 풀이한 사전이다.

## 역사
최초의 영한사전 및 한영사전은 호러스 그랜트 언더우드가 집필한 "한영ᄌᆞ뎐" 및 "영한ᄌᆞ뎐"으로 1890년 요코하마에서 간행되었다. 이 사전은 처음에는 한영, 영한을 분리하여 간행되었다가 후에 합본되었다. 한영편은 197면, 영한편은 97면으로 간략한 분량이었다. 두 번째 영한사전은 1891년 제임스 스코트가 서울에서 낸 《English-Corean Dictionary》이며, 1914년 조지 하버 존스가 도쿄에서 낸 《An English Korean Dictionary》도 초창기의 영한사전이다.
한편 서재필이 한국인 최초로 영한사전을 쓰려 했지만 미완성으로 끝났으며, 해방 이후 대한민국에서 류형기 목사가 《신생영한사전》(1946),《신생한영사전》(1947)을 펴낸다. 이후 이양하, 권중휘가 《스쿨영한사전》(1949, 850면), 《포켓영한사전》(1954, 1366면)을 펴냈다. 그리고 이외에《제네랄 콘사이스 英韓辭典》(1954,영어연구회,理想社),《스타영한사전》(1957,영어연구회,이상사)이 있었으며, 민중서관의 《포켓영한사전》은 1950, 60년대에 가장 대표적인 영한사전이었다.
조선민주주의인민공화국 최초의 영어사전은 《영조소사전》(1961)이며, 이어 《영조사전》(1972), 《영조대사전》(2002)이 나왔다. 《영조대사전》은 25만 표제어를 3천여 쪽에 걸쳐 싣고 있으며, 한자를 완전히 배제한 것이 특징이다. 《조영대사전》은 2002년에 출판되었다.

## 종류
현재 대한민국에서 구할 수 있는 중사전만 표시하였다.
| 사전명                      | 출판사     | 현재판(발행)  | 초판발행 | 쪽수 | 비고      |
| --------------------------- | ---------- | ------------- | -------- | ---- | --------- |
| 프라임 영한사전             | 두산동아   | 6판 (2008)    | 1971년   | 3024 |           |
| 엣센스 영한사전             | 민중서림   | 11판 (2008)   | 1971년   | 2968 |           |
| 스탠더드 영한사전           | 민중서림   | 초판 (2011)   | 2011년   | 3120 |           |
| 뉴에이스 영한사전           | 금성출판사 | 3판 (2004)    | 1986년   | 2752 |           |
| 그랜드 영한사전             | 금성출판사 | 2판 (2006)    | 1987년   | 3200 | 26만 어휘 |
| 엘리트 영한사전             | 시사영어사 | 개정판 (1995) | 1987년   | 2560 |           |
| 21세기 슈퍼 클래식 영한사전 | 동화사     |               | 1994년   | 2880 |           |
| 신세기 클래식 영한사전      | 동화사     |               | 1994년   | 2624 |           |
| 현대 영한사전               | 교학사     | 개정판 (2000) | 1999년   | 3072 |           |
| e4u 영한사전                | 시사영어사 | 초판 (2001)   | 2001년   | 3168 | 23만 어휘 |
| 메인 영한사전               | 민중서림   | 초판 (2006)   | 2006년   | 2646 |           |
| 프로 영한사전               | 교학사     | 초판 (2006)   | 2006년   | 2976 |           |
| 넥서스 영한사전             | 넥서스     | 초판 (2007)   | 2007년   | 2352 |           |
| 옥스포드 영한사전           | 이퍼블릭   | 초판 (2009)   | 2009년   | 2005 |           |
| 롱맨 영한사전               | 능률영어사 | 초판 (-)      | -년      | -    |           |

## 영영한사전
- 롱맨 영영한사전 (2판, 금성출판사)
- 옥스퍼드 영영한사전 (교학사)
- 엣센스 영영한사전 (민중서림)
- 프라임 영영한사전 (두산동아)
- 콜린스 코빌드 영영한사전
- Merriam-Webster CORE Dictionary (현대영어사 윤선생영어교실, 2012년 발행)

## 온라인 영어사전
- 옥스포드 영어사전: 네이버
- 금성 뉴에이스 영어사전 : 다음
- 프라임 영어사전: 네이트, 엔싸이버
- YBM시사 영어사전: 야후 보관됨 2009-02-22 - 웨이백 머신, 올인올
- 위키낱말사전 영어

## 같이 보기
- 한영사전
- 영영사전